# Iglesia de Nuestra Señora del Espino (Soria)
La iglesia de Nuestra Señora del Espino es un templo religioso de culto católico bajo la advocación mariana de la Virgen del Espino. Se encuentra en la ciudad de Soria (provincia de Soria, comunidad autónoma de Castilla y León, España) y es un templo construido en el siglo XVI situado cerca del cerro del Castillo junto al cementerio de la capital soriana.
Este templo, de estilo plateresco, es el de mayor importancia y categoría de Soria, después de la concatedral de San Pedro. En su interior destaca, situado en uno de los arcosolios de la nave central, la imagen anónima de un Cristo de madera policromada con el brazo izquierdo descolgado, fechado en el año 1600.

## Historia
El origen del templo se remonta a los primeros años de la reconquista y repoblación de Soria. En 1270 figura ya en el Padrón de vecinos que mandó hacer el rey don Alfonso X a Diego Gil de Ayllón, pero no con el título del Espino, sino con el topónimo de Coballieda (Covaleda). En 1352 ya encontramos el de Santa María del Espino según aparece en la “Concordia” celebrada en el atrio de la catedral de El Burgo de Osma, entre los curas de las parroquias de Soria y los de las aldeas, a la cual asistió Alfonso Pérez, Clérigo de Santa María del Espino, dictándose en la Sentencia de la concordia, el número de parroquianos de por villa y de las aldeas para cobrar los tributos.
Según el padrón de Alfonso X diezmaban en la collación los lugares de Cortos, Fuentetoba del Medio, Ausejo, Burvano, Solanilla del Espejo de la Sierra, Matutejo, Cerralbo, Carbonera, Riotuerto y El Cubo de San Juan de la Sierra; los mismos que aparecen en la Sentencia de Concordia. Tres siglos más tarde, en el XVII, vemos que pertenecían y tributaban a la parroquia del Espino treinta y tres aldeas, y que tenía anejadas o absorbidas las parroquias de San Sadornil, Santiago y San Martín de la Cuesta. Rabal incluye la Ermita de la Virgen de las Viñas como una de las iglesias asimiladas, aunque esta nunca fue parroquia sino ermita perteneciente a dicho templo.
La iglesia de Nuestra Señora del Espino es el templo de mayor rango de Soria, después de la Concatedral de San Pedro. Durante siglos tuvo un pequeño cabildo, similar al de una colegiata, como así lo atestigua el coro situado a los pies del templo. Ya en 1547 los Corregidores del concejo soriano se refieren al templo como una «casa de mucha devoción e muy principal en la ciudad de Soria». Fray Gregorio de Argáiz escribió: «Es imagen milagrosa y, según papeles del Archivo, su primer asiento fue en Covaleda, lugar de los Pelendones, donde nace el río Duero, y cuando se perdió España, los cristianos la escondieron entre unas peñas, porque los moros no la topasen. Pasados muchos años quiso Dios que se apareciese a un pastor de Soria en un espino, por lo cual la tienen puesta en un árbol de esta especie. La llevaron a Soria, que está a seis leguas, llamándola Nuestra Señora de Covaleda.» Con esta leyenda, se ha querido tal vez explicar, el nombre primitivo de su iglesia aunque es posible que desde sus orígenes, se denominaría con los dos nombres indistintamente.
A principios del siglo XIX los franceses ocuparon el interior de esta iglesia para convertirla en cuartel general de sus tropas perdiéndose las bóvedas de crucería centrales durante la ocupación y que fueron sustituidas por dos bóvedas de arista. En 1952 un incendio terrible destruyó casi por completo el retablo mayor y la imagen negra de la virgen titular, obligando a una profunda restauración del edificio.

## Evolución constructiva
El origen del templo se remonta a los primeros años de la reconquista y repoblación de Soria, entrado ya el siglo XII, cuando se había alcanzado la plenitud del arte románico. Fue por tanto en este estilo arquitectónico en el que se construyó el templo primitivo del que nada queda, ni siquiera los canecillos del ábside que algunos autores han querido ver de tradición románica. El recorrido por el interior de la iglesia nos lleva de unos estilos a otros dentro de los siglos XVI y XVII, tratándose de un edificio renacentista de tres naves con crucero, camarín y ábside poligonal.
Las sucesivas fases que desde su inicio constructivo a principios del siglo XVI hasta hoy han venido sucediéndose, van desde un lenguaje tardo-gótico con elementos platerescos, a un estilo barroco con la construcción del camarín en 1707.

### Iglesia de una nave con crucero
A principios del siglo XVI, la primitiva iglesia románica es derribada y comienza la construcción de una iglesia plateresca de una sola nave de dos tramos, presbiterio y ábside poligonal. La capilla mayor fue dotada por Jorge de Beteta y Hoces, criado de la Reina Católica, que sucedió a su padre Gonzalo de Beteta en el oficio de Alcaide de Soria. Jorge de Beteta y Hoces casó con doña Mayor de Cárdenas, y fue quien consiguió aupar a la familia a la condición de nobleza, pues ya figura en 1518 como representante del linaje Santisteban, fundando el primer mayorazgo de la casa de Beteta el 10 de junio de 1530. En la capilla aparecen las armas del matrimonio, Beteta y Cárdenas y en ella se abren a ambos lados los nichos sepulcrales.
Poco después de la construcción, se abrieron dos capillas laterales en el primer tramo de la nave, a modo de crucero. La capilla del lado del Evangelio, más próxima a la cabecera, dedicada a Santa Ana, es fundación de Hernando de Morales. La capilla frontera del lado de la Epístola, fue fundada por los Molina, parientes de los Beteta que habían conservado el apellido de Molina del tronco común y cuyas armas son un castillo acompañado en la punta del escudo por media rueda de molino. En el frente hay un nicho plateresco ocupado ahora por un altar barroco y que por su decoración y estructura pudo haber sido trasladado del cuerpo de la iglesia cuando se abrió la mencionada capilla.

### Iglesia de tres naves y torre
Contiguas a las capillas del crucero se realizaron dos nuevas capillas de planta rectangular y se alargó la nave con un tramo más donde se alojó el coro generando una iglesia de tres naves. Las tres bóvedas siguen una tipología análoga con crucería estrellada. El arranque de los nervios de las capillas se hace de ménsulas renacentistas, con decoración dentellada, que arroja ya fechas tardías dentro del segundo cuarto del siglo XVI como así atestiguan los amplios arcos torales que comunican las capillas y la nave central y que apuntan ya a una depuración ornamental propia del estilo herreriano.
A finales del siglo XVI y principios del siglo XVII se amplió de nuevo el templo con la erección de dos capillas más contiguas a las anteriores, también con bóvedas de crucería de igual calidad, correspondiendo una de ellas a la base de la torre. “Este conjunto de elementos acusa que la primitiva iglesia la fue reconstruida en los siglos XV y XVI y que, aun la cera toscana, debió hacerse en el XVII” según describe Nicolás Rabal.
La torre es de forma rectangular, de tres cuerpos iguales y a nivel, sin más adornos que unas cornisas en cada cuerpo y una balaustrada de piedra sobre la azotea casi plana. se concertó en el año de 1594, con los canteros Pedro Pérez y Rodrigo Pérez, según escritura otorgada, ante Valentín González, en 25 de agosto de 1594, con la condición de pagarla, durante varios años, el día de Santiago, a razón de doce mil maravedíes anuales. Terminó de pagarse en 1604 y en 1646, el maestro de cantería, Juan García de la Cuesta recibía sesenta ducados por rematarla.

### Camarín
Ya en el siglo XVIII se realiza el camarín. Fue construido a costa de José Martínez de Montarco, escribano de S. M. y vecino de la ciudad, con licencia del Sr. Obispo de Osma y de los parroquianos de esta iglesia, según escritura de dotación, otorgada en Soria a primero de agosto de 1707. En el patio interior del viejo cementerio, adosada a la pared del Camarín de la Virgen del Espino, hay una inscripción sobre madera que estuvo colocada en su interior y que dice estar enterrados en la bóveda de la iglesia algunas personas deudas y descendientes de Martínez de Montarco, que dotaron dicho camarín.

## Descripción
En el siglo XVI, se construyó una nueva iglesia siguiendo el estilo plateresco de una sola nave a la que se añadieron dos capillas a los laterales, abiertas a la capilla mayor, a modo de crucero. En el mismo siglo XVI se le añadieron progresivamente nuevas capillas lo que dio lugar a una iglesia de tres naves.

### Exterior
Las dos portadas, situadas a los pies de la Iglesia, se abren en las capillas finales de cada lado. La de la Epístola, es renacentista, se puede datar en el último tercio del siglo XVI, que coincide con el momento en que se construye la capilla con la que comunica. Se abre en arco de medio punto, flanqueada por dos columnas jónicas y que está coronada por una hornacina que en la actualidad no acoge ninguna imagen. La portada del lado del Evangelio es más sobria, únicamente presente un sencillo arco de medio punto, con amplias dovelas, con simples molduras que arrancan de las jambas sin requerimiento de capitel. Sobre ella aparece un escudo barroco mariano con la leyenda: «CONZEVIDA SIN PECADO ORIGINAL».
La torre se relaciona estilísticamente con la de la concatedral de San Pedro, y se concertó la del Espino en 1595 con los maestros Pedro y Rodrigo Pérez de Villabiad que habían intervenido en la construcción de la entonces colegiata, firmándose el finiquito el 26 de julio de 1604. La torre es de sillería, y de planta cuadrada de tres cuerpos rematada en balaustrada. De las cinco campanas que posee la torre, la más antigua es de 1753, estando el resto fechadas a finales del siglo XIX y principios del siglo XX. Algunas conservan bellas melenas de madera, aunque el conjunto se encuentra en mal estado de conservación.
A los pies del templo, en el exterior, se puede observar un escudo con los símbolos del peregrino (la concha, el bastón y la calabaza). Hay que recordar que por la provincia de Soria pasa el camino Castellano-Aragonés o Camino de Santiago de Soria y que en el siglo XVI se agregó la parroquia de Santiago a esta del Espino.

### Interior
Los dos tramos de la nave próximos a la capilla mayor perdieron sus cubiertas primitivas en el siglo XIX cuando los franceses ocuparon el interior de esta iglesia para convertirla en cuartel general de sus tropas. Ahora se cubren con bóvedas de arista mientras que el tramo siguiente, correspondiente al coro, se cubre con bóveda de crucería estrellada. Toda la nave estuvo ocupada por arcosolios dispuestos de manera y forma simétrica y que en su mayoría fueron retirados con la apertura sucesiva de capillas. Los dos cercanos a la cabecera tienen nicho en arco de medio punto flanqueado por pilastras coronándose por frontón triangular. El nicho de la izquierda se encuentra la imagen titular de la desaparecida iglesia de San Esteban, del siglo XVII, y que tiene la particularidad de ser casi idéntica a la talla de la cuadrilla del mismo nombre. En el lucillo frontero se encuentra la interesante imagen, anónima, de un Cristo de madera policromada con el brazo izquierdo descolgado y fechado en el año 1600. Pudo pertenecer al antiguo paso de El descendimiento de la Cruz y del que se tiene constancia documental.
Los arcosolios de los pies, con nicho cajeado y abundante decoración plateresca, fueron alterados, reduciendo sus dimensiones para construir las capillas laterales. El de la derecha acoge la imagen de una Inmaculada enmarcada con los restos de un retablo barroco con columnas salomónicas. En el de la izquierda dos relieves del siglo XVI forman un pequeño retablo, el principal representa la imposición de la casulla a San Ildefonso y el superior a San Jerónimo penitente.

#### Capilla Mayor

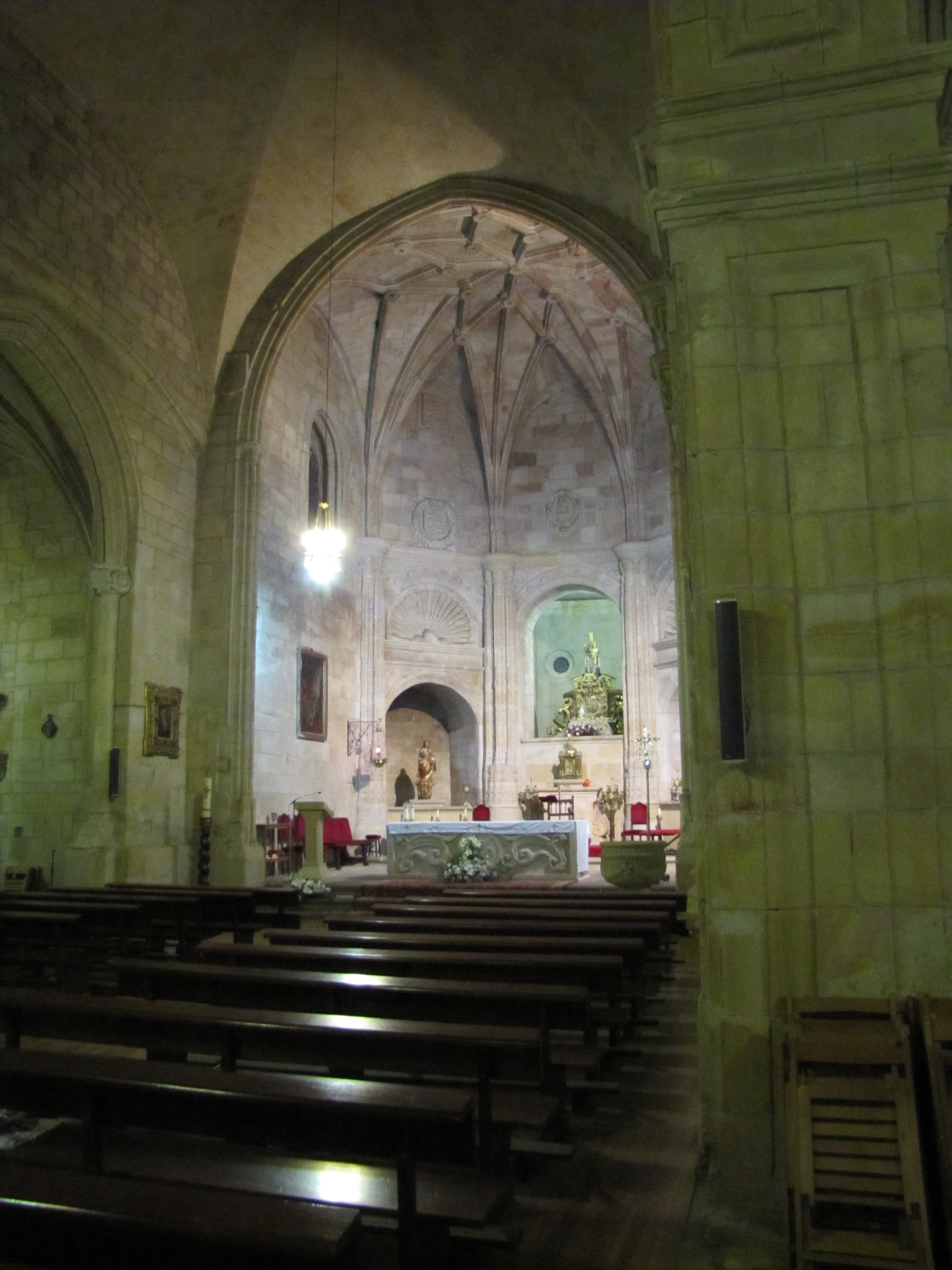
Interior de la iglesia

La capilla mayor tiene planta poligonal y está cubierta por bóveda de crucería estrellada. Recibe luz a través de dos ventanas germinadas tardogóticas situadas a ambos lados del presbiterio. Una curiosa puerta con arco conopial da acceso a la sacristía, realizada en torno a 1520-1530 y que se cubre con doble bóveda asimétrica de crucería simple y de terceletes.
Todo el frente de la capilla estuvo ocupada por un retablo barroco de estilo churrigueresco que según demostró el marqués del Saltillo, fue obra del escultor montañés Antonio Tagle, siendo ajustado en 14 000 reales, que con las mejoras y gastos de colocación y cantería, se puso en 17 000 reales, y se colocó en el altar mayor privilegiado en el año de 1684. El año de 1688 se abonaron a Antonio Tagle, maestro de Arquitectura, trescientos reales por la traza que hizo para el retablo y por sus viajes desde Aranda donde residía. Además, se pagaron a Francisco Martínez, vecino de Soria doscientos cuarenta reales por la traza que también hizo, y a Alonso Manzano, maestro de Arquitectura, que vino de Valladolid, se le dieron novecientos reales. Tenía grandes columnas salomónicas y en su hornacina central se encontraba la imagen románica de la Virgen del Espino. En las calles laterales estaban colocadas las imágenes de San Agustín y San Blas.
Lo que se contempla hoy es el que había detrás, de estilo plateresco y labrado en piedra, que cubre el ábside, el cual tiene forma pentagonal, y en el que aparecen las armas de los Betetas y de los Cárdenas. El retablo se articula a modo de gran mausoleo por tres arcosolios de medio punto. El central y más elevado acoge la imagen de la Virgen del Espino, copia de la que se quemó en 1952 y realizada por el escultor Félix de Frutos. Los laterales están coronados por dos grandes veneras y corresponden a los nichos sepulcrales del matrimonio formado por Jorge de Beteta y Mayor de Cárdenas. Están ocupados por las imágenes de la Inmaculada y San Blas. Destaca el escudo de la ciudad de Soria sobre el nicho central, colocado durante las obras de restauración por ser la Virgen del Espino patrona de Soria y contribuir el Ayuntamiento en su restauración.

#### Capillas laterales
La capilla del lado del Evangelio, más próxima a la cabecera, dedicada a Santa Ana, es fundación de Hernando de Morales. La capilla es un espacio cuadrado con arco de acceso apuntado. La bóveda es de terceletes y vuela sobre cuartos de columnas, que ofrecen en sus basamentos y en los capiteles temas vegetales, además aparecen las armas de los Morales. Los muros de esta capilla están perforados por dos nichos, uno, en el testero, sin ningún símbolo, cobija ahora un retablo-hornacina de principios del siglo XVIII con la imagen de la Virgen del Rosario, que en realidad representa a una Inmaculada, y que sustituyó a la imagen original de Santa Ana que se encuentra en otro retablo de la misma iglesia. El segundo nicho, de arco rebajado, alberga el sepulcro del fundador con su imagen yacente. Aparece representado llevando un gran manto, esclavina, y bonete, según la moda imperante en el reinado de los Reyes Católicos. Aparece también representado el escudo del fundador entre dos angelotes. La capilla frontera del lado de la Epístola, tiene la bóveda de terceletes y cinco claves análoga a la anterior y fue fundada por los Molina. En el frente hay un nicho plateresco ocupado por un altar barroco, gemelo al de la capilla anterior, con la imagen de San José. Se cree que la imagen no es la original del retablo sino que representa a Jesús, al que se le colocó el bastón y los lirios, símbolos de San José.
A estas capillas se abren otras dos de planta rectangular y tipología análoga. Ambas tienen bóvedas de crucería estrellada. El arranque de los nervios se hace de ménsulas renacentistas, con decoración dentellada, que arroja ya fechas tardías dentro del segundo cuarto del siglo XVI. Posteriormente el templo se amplió con la erección de dos capillas más contiguas a las anteriores, también con bóvedas de crucería de igual calidad, cerrando los pies de la nave. Sobre los muros de ambas capillas se encuentran colocados dos retablos neoclásicos de finales del siglo XVIII y principios del siglo XIX. De mediano tamaño y composición simple a base de dos cuerpos, el inferior flanqueado por columnas dóricas, están realizados en madera policromada imitando jaspeados y mármoles. Para su realización se reaprovecharon partes de otros retablos. El de la capilla del Evangelio tiene una hornacina en la que se halla colocada la imagen de Santa Ana. Sobre la mesa de altar se venera una imagen de la Virgen del Cisne, patrona de Ecuador. El de la capilla de la Epístiola, tiene un relieve del siglo XVI, y la imagen de San Miguel en el ático. Sobre el altar se encuentra el paso titular de la Cofradía de la Flagelación del Señor, radicada en esta parroquia, y que fue realizado en 1951 en Olot. En los muros de ambas capillas, colocadas sobre peanas, se encuentran antiguas tallas de los siglo XVI y XVII que representan a la Virgen del Rosario, San Agustín, Santa Teresa de Jesús, San Joaquín o San Sebastián.

#### Coro
En el último tramo de la nave se encuentra el coro, espacio construido como prolongación de la nave central y compuesto por coro bajo y coro alto en forma de U. Se encuentra separado del resto de la iglesia mediante una reja que ha perdido las puertas de cierre. La sillería está hecha en madera de nogal y sobresalen en ella la silla principal que se halla en el centro flanqueada por dos columnas helicoidales. En 1726 con motivo de la visita pastoral a esta parroquia, don Jacinto Vallador y Fresno, obispo de Osma y del Consejo de su Majestad, mandó, “que respecto de hallarse la fábrica con caudal y estar el coro muy indecente, se haga una sillería de nogal con sus rejas, y así mismo un órgano en el hueco que está sobre la sillería”.
Sobre la misma se sitúa el coro alto donde se localiza el órgano. La caja del órgano es de estilo neoclásico. Cubre la parte superior de cada campo con unas cortinas repintadas, dando un aire teatral, contrastado con la sobriedad del frontón recto partido del remate, de claro sabor clasicista. Por delante una celosía hace de tribuna, muy a juego con los colores del órgano.
El primer órgano del que se tienen registros databa de la segunda mitad del siglo XVI cuando es reparado en 1603 por Juan Cerezo, maestro de órganos. En la primera mitad del siglo XVIII se realiza un nuevo instrumento por el que se pagó al organista entre 1726 y 1748, 577 reales de vellón. El órgano que podemos contemplar en la actualidad es realizado en el año 1817 por Francisco Calvo, arquitecto, aprovechando nada más que parte de los tubos del anterior. Podría tratarse de un órgano de uno de los organeros presentes durante estos años en la provincia, con preferencia hacia Cándido Cabezas. Durante el siglo XIX se reparó y afinó varias veces y hacia mediados del siglo XX parece que el órgano o no se utilizaba o se utilizaba con menor frecuencia. En 1949 se examina para la última restauración de 1951 realizada por Vicente Estarelles en la que realizó una transformación sustancial.

#### Camarín
Tras la capilla mayor se construyó el camarín, formado por una espacio rectangular con cripta para enterramiento de sus patronos. El camarín, comunicado con la nave de la iglesia a través del nicho central del retablo pétreo, tiene planta rectangular con las esquinas achaflanadas y sabemos que tubo cúpula elíptica y linterna con chapitel barroco exterior, según se recoge en una de las imagines de la ciudad realizada en el siglo XVIII. Posiblemente este elemento se perdió en el siglo XIX durante la ocupación francesa. Ilumina el interior tres óculos situados en el testero.
En el patio interior del viejo cementerio, adosada a la pared del camarín y trasladada desde el interior en la última restauración, hay una inscripción sobre madera, en la que dice estar enterrados en la bóveda de la iglesia algunas personas deudas y descendientes de Martínez de Montarco, que dotaron dicho camarín. Tiene una octava en verso, la Octava de las Ánimas. Hace mención a María del Carmen Ortiz, viuda de Felipe Ortiz de Zurbarán que había sido regidor de Soria y que había sido enterrado en su cripta en octubre de 1782, que murió en 1834 y a su hija, la cual fue enterrada en marzo de 1837.